# La farsa (Àngel Guimerà)
La farsa és una comèdia-farsa en tres actes i en prosa, original d'Àngel Guimerà, estrenada al teatre Romea de Barcelona, la vetlla del 31 de gener de 1899. Se situa en la segona etapa de la seva carrera creativa «potser la més rica i reeixida dins el corpus guimeranià […] S'accentua la crítica social i política, i no hi manquen els elements satírics, presentats sovint sota la figura literària de la farsa.».
L'acció passa en una ciutat de Catalunya, a la fi del segle xix. Hi desenvolupà la crítica del caciquisme i la manipulació electoral a l'entorn d’un mestre, pàl·lid reflex de la figura de l’intel·lectual.

## Repartiment de l'estrena
- Senyora Pelegrina: Concepció Palà
- Donya Salvadora: Adela Clemente
- Donya Marieta: Anna Monner
- Candiona: Dolors Delhom
- Remedios: Antònia Baró
- Rita: Maria Morera
- Don Cosme Arnabó: Enric Borràs
- Don Baltasar: Modest Santolària
- Daniel: Enric Giménez
- Senyor Fruitós: Jaume Capdevila
- Deri: Hermenegild Goula
- Senyor Llargas: Jaume Virgili
- El Baró: Iscle Soler
- Méndez: Carles Rubio
- Esquirol: Vicenç Barceló
- Menéndez: Joaquim Llach
- Peret: Antoni Domènech
- Domingo: Casimir Ros
- Manelet: Conrat Guilemany
- Electors, municipals, policia
- Director artístic: Enric Borràs